# Coryphaeschna ingens
Coryphaeschna ingens – gatunek ważki z rodziny żagnicowatych (Aeshnidae). Występuje na terenie Ameryki Północnej i Karaibów.